# M4 (天体)
M4（NGC 6121）は、さそり座にある球状星団である。

## 概要
直径は約70光年。太陽系からの距離は約7,200光年である。2007年に距離4,900光年の2MASS-GC04が発見されるまでは、太陽系に最も近い球状星団であった。
多くの変光星が星団内で観測されている。1987年に3.0ミリ秒周期のパルサーが発見され、1995年にはハッブル宇宙望遠鏡による観測でパルサーと連星系を成す白色矮星が、さらに2003年7月にはこの連星系を周回する系外惑星（パルサー惑星）が発見された。木星の約2.5倍の質量を持つとされるこの惑星は、おそらくM4と同じくらい古く、130億年前に形成されたものと考えられている。

## 観測史
ジャン＝フィリップ・ロワ・ド・シェゾーが1746年に発見し、1764年にシャルル・メシエが最初のカタログに記載している。シェゾーは「アンタレスに近くこれに先行する。白く丸く小さい。以前に発見されていないと思う」とした。1751～1752年にラカイユはケープタウンで見て、「微かな彗星の小さな核のようだ」とした。1764年メシエは「非常に小さな星から成る星団。機械が悪いと星雲状…」とした。1783年ウィリアム・ハーシェルは10フィートの反射鏡で初めて星に分けて見た。彼は200個程度の星を認めており、また南北を走る星の群れを「かなり明るい8ないし10個の星のなす尾根」と表現している。スミスはこの星の群れを「中心を走るまばゆい光」と表現している。猫の目を連想する人もいる。
アンタレスの西にあり、小型望遠鏡でも比較的、観察が行いやすい。球状星団としてはまばらである。空の条件が良ければ肉眼で天の川の中に見ることができるくらい明るい球状星団である。ただ、同じ球状星団のM2やM3よりも明るいにもかかわらず、1等星のアンタレスが西に1.5°にあるため、それらより見えにくい。球状星団としてはまばらで、黄色みがかって見えるのが特徴である。丸く対称な形をしているにもかかわらず、1ダースほどの10～12等の星の群れが北から南に走っている。これがハーシェルの言う「尾根」である。口径20cm程度の望遠鏡で中心部分の星も見えはじめるが、空の状態によって見え方が変わる星団だとも言われている。